# Arghul
El arghul (en árabe, أرغول o يرغول), que también puede denominarse argul, arghoul, arghool, argol, arghül y yarghul (Palestina), es un instrumento musical tradicional árabe. Proviene del Antiguo Egipto, y data aproximadamente del 3000 a. C. Todavía sigue utilizándose como instrumento tradicional en el Egipto de hoy.

## Características básicas

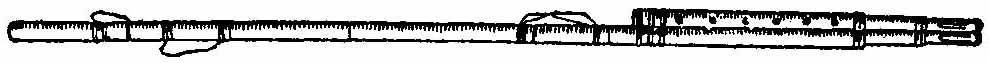
Ilustración de la Enciclopedia Británica que representa un arghul de la época, de 3 pies y 2½ pulgadas de longitud.

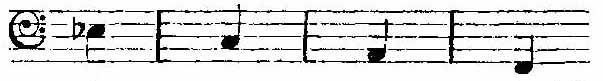
Escala del tubo largo.

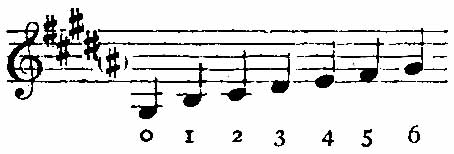
Escala del tubo corto.

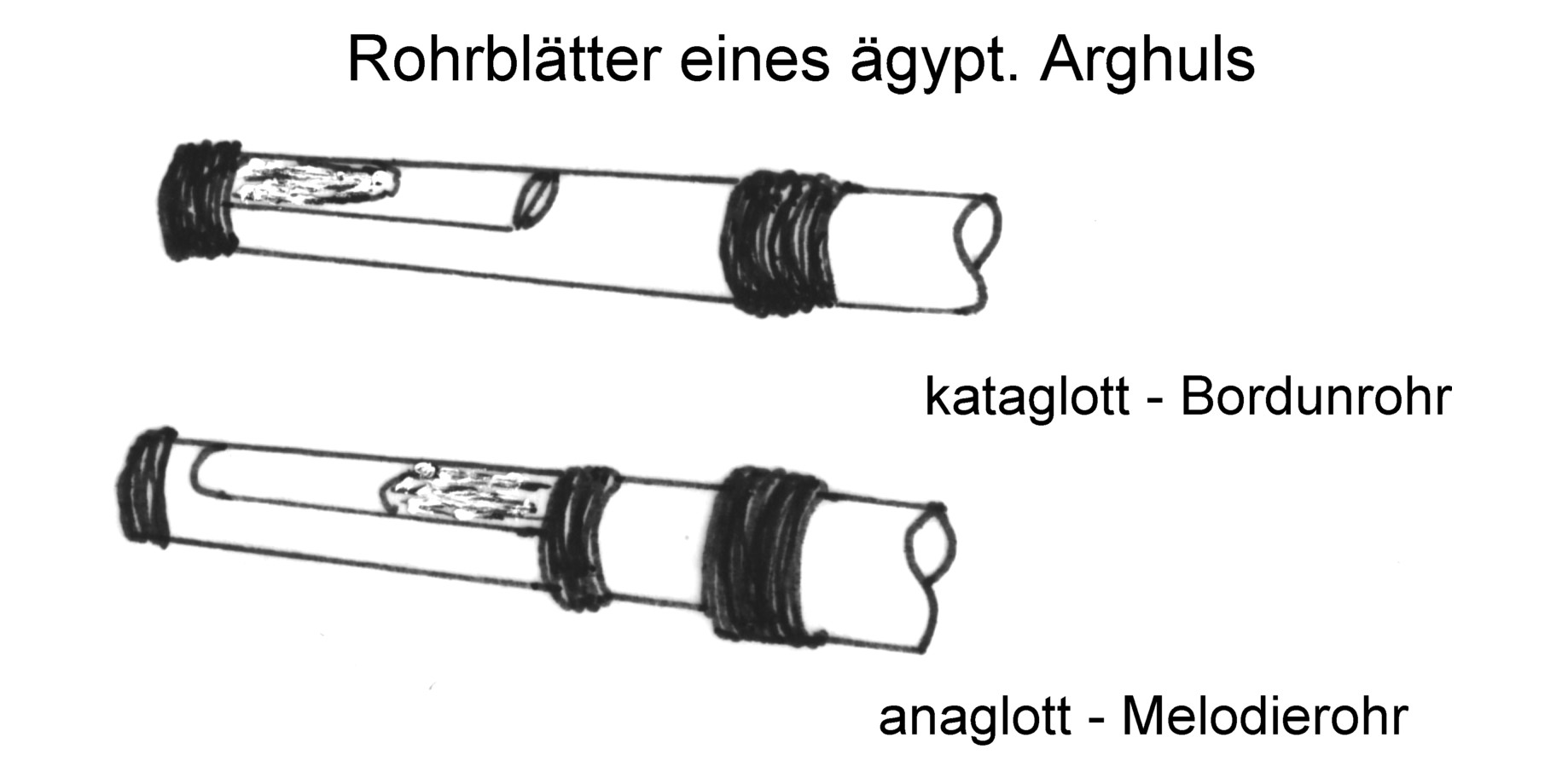
Arriba: Boquilla del bordón. Abajo: Boquilla del puntero.

El arghul es un instrumento de viento madera de sección cilíndrica y lengüeta simple que se compone de dos tubos: un tubo de melodía con una cantidad de agujeros de 7 a 5 y otro tubo, más largo, de pedal (en árabe, ardiyya). El timbre del instrumento es similar al de un clarinete.
A diferencia del similar mijwiz, el arghul sólo tiene agujeros de digitación en uno de los tubos del instrumento, y el tubo de pedal tiene una longitud variable que permite al instrumentista alterar su tono.  La respiración circular es importante para tocar este instrumento. 
Hay tres variedades de arghules: el arghul pequeño (arghoul al asghar), el arghul medio (arghoul al soghayr) y el arghul grande (arghoul al kebir).
Los arghules son utilizados en Egipto y otros países árabes para acompañar la danza del vientre y en otros tipos de músicas tradicionales.
Es un instrumento cuya sonoridad puede escucharse en varios kilómetros a la redonda.

## Evolución
El arghul parece pariente cercano del aulós griego y de la tibia grecorromana.
Su evolución daría lugar en la Edad Media a las gaitas de cuerno (hornpipe) inglesas y a los chalumeaus franceses, que darían lugar a su vez a instrumentos de España como son la gaita gastoreña y a los caramillos. El arghul recuerda también a las populares flautas de millo de la Región Atlántica Colombiana.
El estado más evolucionado del arghul lo representaría el clarinete actual.